# Antonio Tarantino
Antonio Tarantino (Bolzano, 10 de abril de 1938 – Turim, 21 de abril de 2020) foi um dramaturgo e pintor italiano.
Filho de um oficial do Exército e de uma dona de casa, Tarantino frequentou estudos artísticos, enquanto jovem. Começou por se dedicar à pintura e, só mais tarde, à escrita teatral. É autor das peças Stabat Mater e Passione Secondo Giovanni, ambas premiadas com o Prémio Riccione. Escreveu ainda Vespro Della Beata Vergine e Lustrini, obras pelas qual recebeu o Prémio Ubu, em 1998. Entre os seus últimos trabalhos salientam-se Materiali per Una Tragedia Tedesca, que o autor definiu como "um grande fresco (...) da Alemanha dos anos 70", Stranieri e La Casa di Ramallah.

## Morte
Tarantino morreu no dia 21 de abril de 2020 em decorrência de um ataque cardíaco.

## Obras
- Volume Quattro atti profani (em português, Quatro actos profanos) composto por:
  - Stabat Mater;
  - Passione Secondo Giovanni
  - Vespro Della Beata Vergine (em português, Vésperas da Virgem Santíssima);
  - Lustrini (em português, Brilharetes);

- Materiali per una tragedia tedesca (em português, Materiais para uma tragédia alemã)

- Volume La casa di Ramallah e altre conversazioni (em português, A casa de Ramallah e outras conversas) composto por:
  - Stranieri (Estrangeiros)
  - Conversazioni (Conversas)
  - La casa di Ramallah (A casa de Ramallah)
  - La pace (A paz).
- Non è che un piccolo problema (Não passa de um pequeno problema)
- La zoppa deve partorire ma il bambino non ne vuole sapere di nascere (A coxa deve parir mas a criança não quer saber de nascer),
- Trattato di pace (Tratado de paz)
- Esequie solenni (Exéquias solenes)
- Cara Medea (Querida Medeia).